# Crus cerebrale
La crus cerebrale (Crus cerebri, crus significa "gamba" in latino) è la porzione anteriore del peduncolo cerebrale che contiene i tratti motori, che vanno dalla corteccia cerebrale al ponte e alla spina dorsale. Il plurale è crura cerebrali.
In alcuni testi più antichi viene chiamato peduncolo cerebrale, ma nell'anatomia moderna è di solito riferito alla sola porzione anteriore della sostanza bianca.

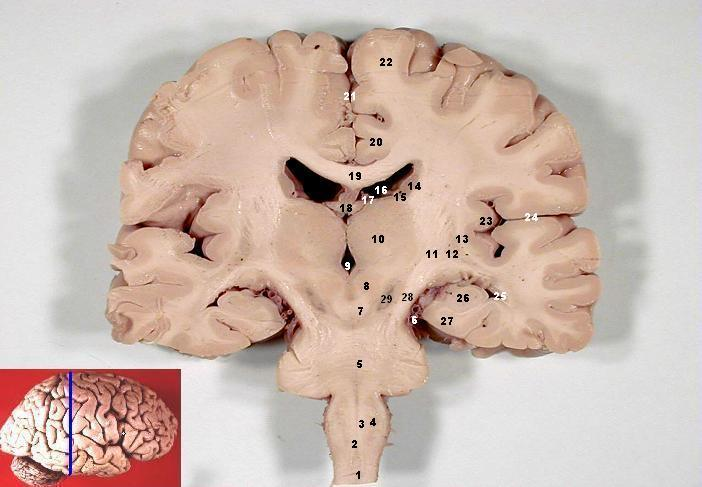
Sezione frontale (coronale) del cervello umano